# Hélène Rossinot
Hélène Rossinot, née le 22 mars 1990 à Nancy, est une médecin et autrice française, spécialiste en santé publique et experte sur la question des aidants, récompensée par l'Académie nationale de médecine.

## Biographie
Hélène Rossinot est la fille de la journaliste Françoise Rossinot et de l'homme politique André Rossinot.   
Elle fait ses études à Saint-Sigisbert puis à la faculté de médecine de Nancy.  
Elle devient médecin de santé publique en 2017, après avoir soutenu sa thèse sur les aidants familiaux. La même année, elle est candidate aux élections législatives dans la sixième circonscription de Meurthe-et-Moselle. 
Depuis 2019, elle a publié plusieurs ouvrages et anime des conférences sur la question des aidants,.  
En 2020, elle est primée par l'Académie nationale de médecine (prix Achard-Médecine) pour son livre Aidants, ces invisibles,. 
Elle est élue parmi les 40 femmes d'exception Forbes de l'année 2023.

## Publications
- Aidants, ces invisibles (Éditions de l'Observatoire, 2019)
- Et après ? #16 Santé : veut-on encore d'un monde hors de l'hôpital (Éditions de l'Observatoire, 2020)
- Être présent pour ses parents (Éditions de l'Observatoire, 2022)
- Ma famille, mon job et moi (Robert Laffont, 2023)
- Prendre soin des aidants (Vuibert, 2024)
- Guide du proche aidant (Pocket, 2024)